# Symboles nationaux péruviens
Les symboles nationaux du Pérou sont des emblèmes qui représentent le caractère unique ainsi que les aspects culturels et historiques de la nation péruvienne. Les symboles officiaux du Pérou sont fixés par la loi et sont reconnus dans la Constitution politique du Pérou de 1993.

## Symboles officiels
Les symboles officiels du Pérou sont reconnus par l'article 49 de la Constitution politique du Pérou.
| Désignation                             | Dénomination            | Image                                                                                         | Adopté le         |
| --------------------------------------- | ----------------------- | --------------------------------------------------------------------------------------------- | ----------------- |
| Drapeau                                 | Drapeau du Pérou        | Drapeau national                                                                              | 25 février 1825   |
| Hymne national                          | Hymne national du Pérou | Fichier audio Somos libres, seámoslo siempre Des difficultés à utiliser ces médias ? modifier | 19 septembre 1821 |
| Armoiries                               | Armoiries du Pérou      | Armoiries du Pérou                                                                            | 25 février 1825   |
| Fichier audio                           |                         |                                                                                               |                   |
| Somos libres, seámoslo siempre          |                         |                                                                                               |                   |
|                                         |                         |                                                                                               |                   |
| Des difficultés à utiliser ces médias ? |                         |                                                                                               |                   |
| modifier                                |                         |                                                                                               |                   |

## Symboles officieux
| Désignation     | Dénomination                                  | Image              | Notes                     |
| --------------- | --------------------------------------------- | ------------------ | ------------------------- |
| Emblème floral  | Cantuta (kantuta or qantuta) Cantua buxifolia | Cantuta buxifolia  | Emblème floral officieux  |
| Emblème animal  | Vigogne Vicuña                                | Vicugna vicugna    | Emblème animal officieux  |
| Oiseau national | Coq-de-roche péruvien Rupicola peruviana      | Rupicola peruviana | Oiseau national officieux |